# Siédougou (Djibasso)
Pour les articles homonymes, voir Siédougou.
Siédougou est une commune rurale située dans le département de Djibasso de la province de la Kossi dans la région de la Boucle du Mouhoun au Burkina Faso.